# Tioga Terrace
Tioga Terrace est une census-designated place du comté de Tioga, dans l'État de New York, aux États-Unis. En 2020, elle compte une population de 2 082 habitants.